# Victor Régis
Pour les articles homonymes, voir Régis.
Louis Théodore Victor Régis est un banquier, armateur et industriel marseillais né le 11 septembre 1803 à Marseille et mort dans la même ville le 19 mars 1881. Il a été l'un des plus puissants armateurs-négociants de son temps.

## Biographie

### Enfance et famille
Son père Joseph-François (1767-1827), marchand tanneur originaire de Cotignac (Var), s'établit comme négociant à Marseille. Il fabrique des « bonnets de Tunis », qu’il teint grâce à la garance de Provence, et qu’il exporte lui même dans tout le bassin méditerranéen grâce au navire Rosalie qu’il a acheté. Il fonde une maison de commerce, la Maison Régis, et est aussi directeur de la Monnaie de la ville de 1809 à 1823. 
Victor a deux frères : Pierre (né en 1806) et Louis (1812-1889), qui fera construire le château Régis. 
Une de ses sœurs, épouse de Jean-Baptiste Bérardi, sera la belle-mère du Dr Augustin Fabre.   
Victor se marie en 1833 avec Félicie Fabre (1810-1893), fille d'un autre grand armateur-négociant de Marseille : César Fabre. Elle est la sœur du docteur Augustin Fabre et de Cyprien Fabre, qui sera associé à Victor Régis jusqu'à la rupture de ce dernier avec son épouse.
Sans descendance de cette union, il aura en revanche trois enfants naturels, dont il fera ses héritiers ; l’une, Victorine Mante (1849-1872), épousera Georges Renouard (fils de Jules Renouard et remarié à Valentine Haussmann), et Louis Mante épousera Juliette Rostand. Le couple se séparera en 1868.

### Un homme d'affaires marseillais qui fait fortune dans le golfe de Guinée
À l’âge de vingt-quatre ans, à la mort de son père en 1837, il reprend la direction de la fabrique de bonnets et de la maison de commerce fondée par son père, la maison Régis, qui dispose d'un réseau déjà important au Sénégal. Les fils ne divisent pas l’héritage mais décident de s’unir pour se consacrer conjointement au négoce avec la côte occidentale d’Afrique, ainsi qu'avec Jérôme Borelli, sous la raison sociale « Victor Régis Frères ».
À la tête de voiliers et bateaux à vapeur, outre l'importation d'ivoire, de cuir, de peau, de cire, d'indigo, il prend part à l'intérêt marseillais pour la gomme arabique importée via les comptoirs de Saint-Louis et de Gorée (Sénégal), et se trouve l'un des premiers au port de Marseille à commence à importer des arachides dans les années 1830. Il exporte tissus, vêtements, armes, alcools, tabac, tout comme, au même moment, d'autres grandes familles de Marseille dans d'autres régions du monde : les Pastré en Egypte, les Fabre en Amérique du Sud et en Inde, les Rostand en Méditerranée orientale, etc.
En 1833, il est ainsi le premier des négociants marseillais à envoyer l'un de ses navires explorer les rives du golfe de Guinée, le principal foyer de la traite des Noirs, organisant de nombreuses expéditions vers la Gambie, la Guinée ou bien le Gabon. Si sa participation au commerce des esclaves (interdit par les Anglais dès 1807, interdiction confirmée par la plupart des États européens en 1815) n'est pas avérée, en revanche, Victor Régis a remarqué que le commerce était plus rentable là où les chefs africains continuaient de pratiquer la traite des esclaves, car ils disposaient de plus de moyens. C'est le cas du roi Guézo (1818-1858) à Ouidah, avec qui il établit des relations commerciales fructueuses. 
Durant cette période, les navires des Frères Régis pratiquent sur la côte la « traite », qui peut se dérouler soit à bord du navire (la « troque sous voile »), soit sur le rivage (la « troque à terre »). 
Il se lance ensuite dans l'importation de l'huile de palme, qu'on trouve en abondance sur les rivages de l'Afrique occidentale et qui est peu coûteuse, au moment où les besoins en huile explosent en Europe (éclairage des maisons et des villes, savonneries, etc.). Il entend notamment l'utiliser pour la fabrication du savon. Ce pari audacieux se révèle payant et lui permettra d'engranger des bénéfices proprement fabuleux qui assurent la fortune de la Maison Régis. 
Il crée des bureaux et comptoirs à Ouidah, au Dahomey, au Mozambique, ainsi que tout au long de la Côte d'Ivoire, de l’Angola, du Togo, du Nigeria, etc. Passant de neuf navires en 1845 à vingt en 1856, puis à une vingtaine dans les années 1860, il crée par ailleurs une huilerie dans le quartier de la Madrague pour laquelle il obtient une médaille d'or à l'Exposition universelle de Paris de 1855.
En Afrique, avec l'appui des souverains locaux, il se trouve en position de quasi-monopole en 1869.
Considéré comme un spécialiste avisé de la côte d’Afrique et porte-parole des intérêts commerciaux marseillais auprès du gouvernement, il est en relation avec Napoléon III, qui le reçoit aux Tuileries. Il le convainc, en 1863, d'établir un protectorat de fait sur le royaume du Dahomey (actuel Bénin). En 1862-63, la maison de négoce demande ainsi la première intervention militaire française à terre et la création de l'éphémère protectorat de Porto-Novo, avec le roi Sodji de Xogbonou (au Bénin actuel). Ce dernier est alors sous la pression des Britanniques et, depuis 1861, de leurs bombardements, destinés à mettre fin à l'esclavage qui a fait sa fortune — « premier signe que les puissances européennes ne toléreraient plus longtemps les petits royaumes africains ». Mais, à la mort du roi Sodji en 1864, ce protectorat est renversé.
Il est le vice-président de la Chambre de commerce de Marseille de 1856 à 1859 et siège au conseil d'administration de la Caisse d'épargne de Marseille.
Il cesse ses activités en 1880.

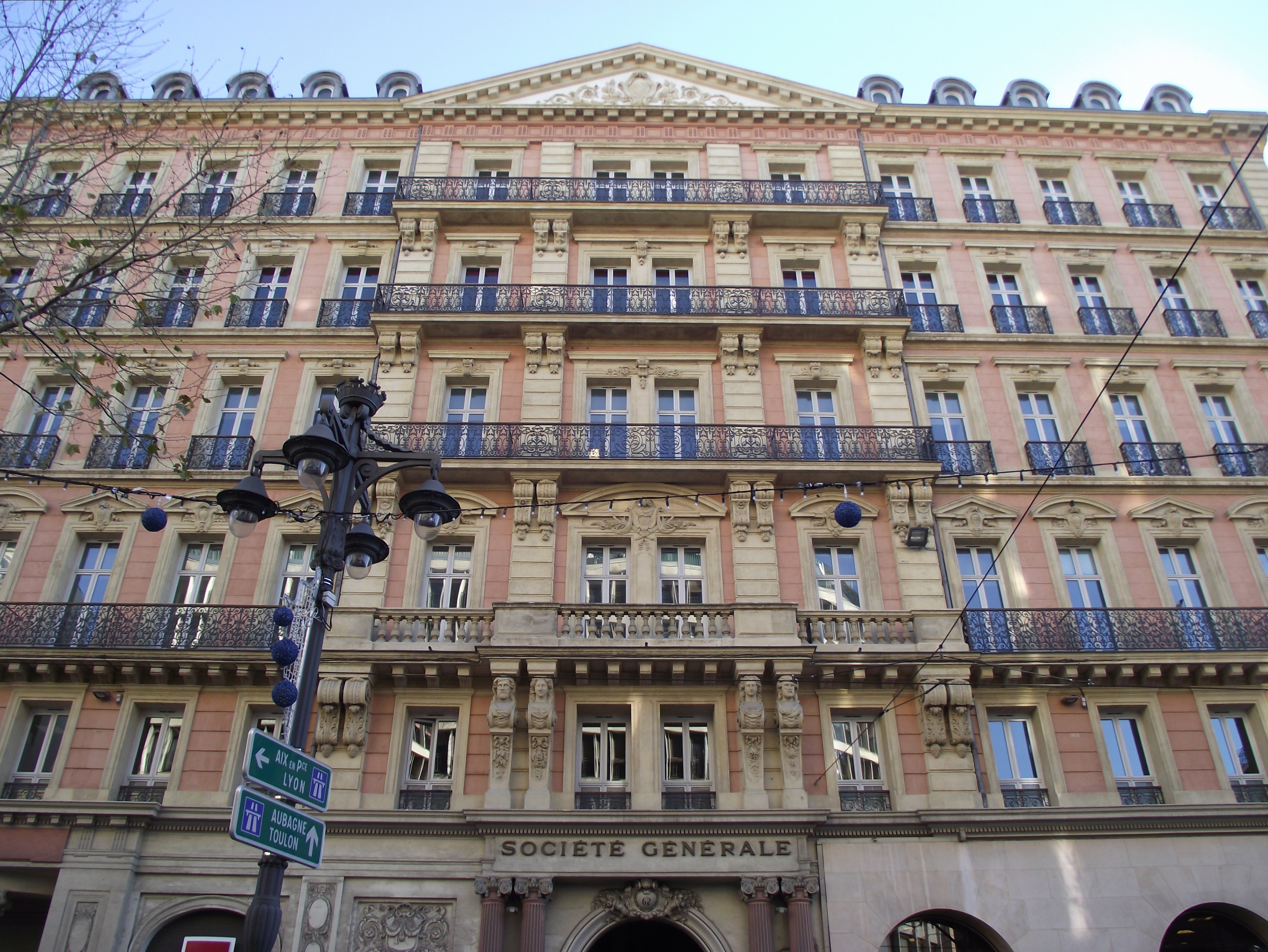
L'ancien Grand Hôtel de Noailles.

Régis prend part à des investissements immobiliers à Marseille lors des grands travaux d'urbanisme du quartier de Noailles. Il y fait construire le « Grand Hôtel Noailles-Métropole », au 62-66, La Canebière,.
La « station Alexandre », dans le quartier du Canet, est à l’origine une ancienne gare de triage qu’il avait fait construire.

### Fortune
En 1868, les tribunaux estiment sa fortune à quinze ou vingt millions de francs. 
Il est considéré à Marseille comme « le plus riche de nos armateurs », dont la fortune est évaluée par un journal local à quarante millions de francs.
Il se fait également construire en 1862 un imposant hôtel particulier au no 7 de la rue de l'Arsenal (aujourd'hui rue Roux de Brignoles), à Marseille et qui ressemble à un palais génois.
Son frère Louis fait également, construire, dans l'arrière-pays, une splendide bastide, pastiche du château de Chenonceaux, qu'il baptise Château Régis[réf. à confirmer].
Il était propriétaire à Marseille du château de la Buzine, acquis en 1869, et du château de la Reynarde.

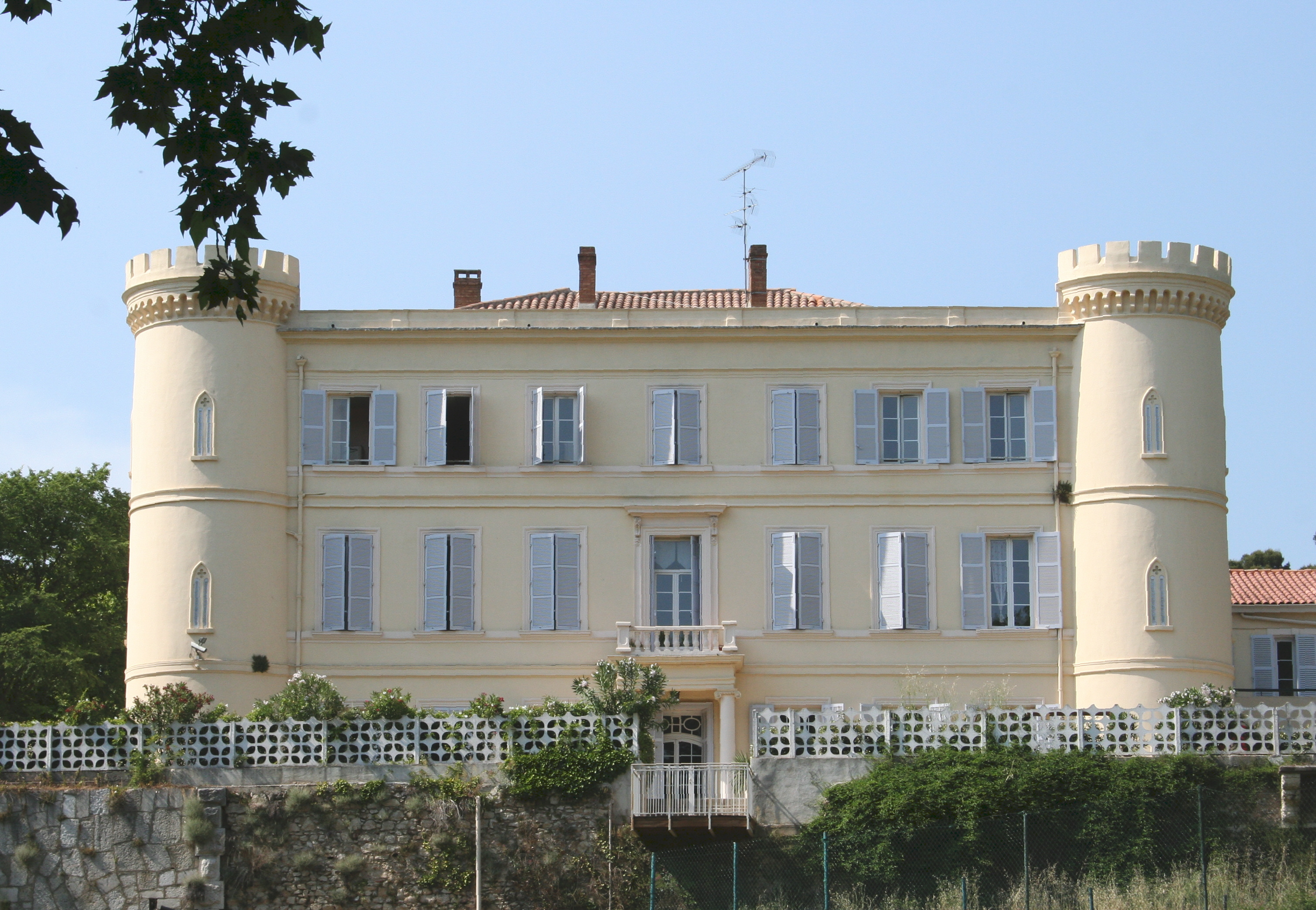
Château de la Reynarde.
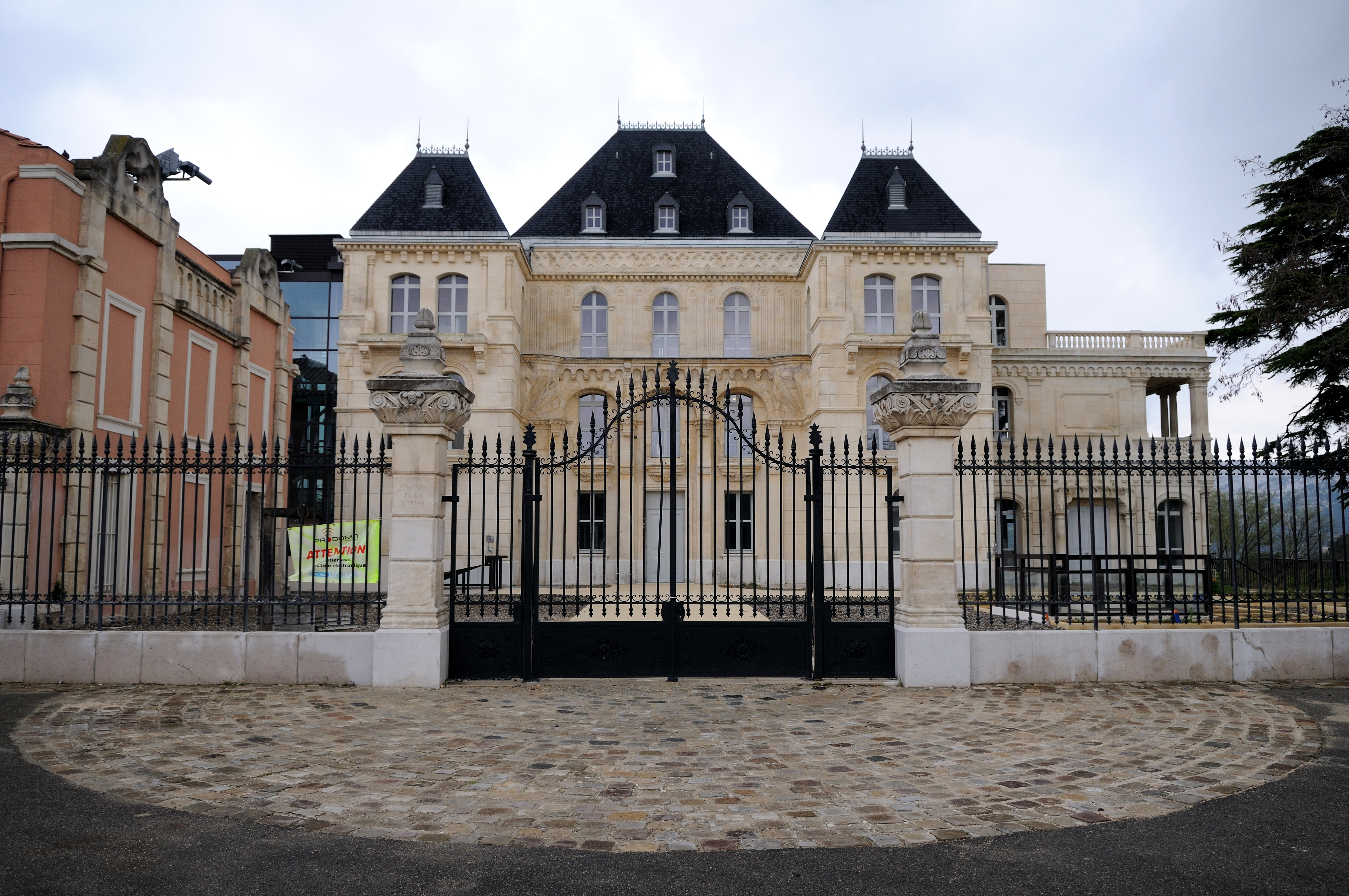
Château de la Buzine.

### Sources
- Pierre Trichet, Victor Régis, l’armateur marseillais qui voulait une mission catholique à Ouidah, 2011.
- Dominique Barjot (dir.), Les Patrons du Second Empire: Marseille, Picard, 1999.
- Roland Caty, Pierre Echinard, Éliane Richard et Dominique Barjot (dir.), « Les patrons du second Empire : Marseille », Revue d’histoire moderne & contemporaine 2001/2-3, no 48 (2),‎ 2001 (présentation en ligne).
- « Marseille, premier port d’Europe », sur Les Échos.